# 胸斧魚
胸斧魚又名胸斧脂鯉（学名：Gasteropelecus sternicla），又稱為胸斧脂鯉，為輻鰭魚綱脂鯉目胸斧脂鯉科的其中一種。

## 分布
本魚分布於哥倫比亞、委內瑞拉、蓋亞那的亞馬遜河中下流域。

## 特徵
本魚魚體輪廓呈側深的龍骨形。體色為銀色，靠近魚側腹部後面2/3的地方有一黑色細條紋。與發育不完全的腹鰭相比，胸鰭較大而且呈翼狀。胸鰭旁有強壯的肌肉，使得胸鰭能有力地劃動，有如翅膀作用，能夠高速游動，甚至能躍出水面。一對大眼睛長在較小的頭部靠前端處，口上位。一般體長可達3.8～4.2公分，人工圈養下可長達到4.9～6.5公分。

## 生態
本魚棲息在水草覆蓋的溪流中，喜群居，性情溫和。屬肉食性，以昆蟲為食。

## 經濟利用
為觀賞性魚類，飼養時須加蓋。